# 心裏美
《心裏美》（英語：Pretty Heart）是2022年香港勵志電影，由吳家偉導演，余香凝、王浩信、吳岱融、羅家英、陳芷菁、周美鳳主演，本片定於於2022年7月28日上映。拍攝地點包括慕光英文書院及遵理學校。

## 故事簡介
李淑敏(余香凝 飾)是一名克盡己任的中學教師，她對教導學生盡心盡力，卻發現學生十分熱衷補習，更視補習天王 K.K.Ho (王浩信 飾)為偶像。一怒之下淑敏假扮學生前往補習社「踩場」，因此認識了 KK，淑敏認為 KK 教壞學生，更發現自己最憎恨，曾出軌的生父李龍基 (吳岱融 飾)，就是 KK 任職的補習社老闆，對他們更是厭惡，偏偏 KK 對她一見鍾情，而李龍基亦一直想挽救父女關係，最終三人的關係，因為共同的教學理念而得到改善。

## 角色
- 余香凝 飾 李淑敏（Miss Lee, Chloe）
- 王浩信 飾 何強強（KK HO, Ho the Strong,何Sir）
- 吳岱融 飾 李龍基
- 李玗蓁 飾 王書婷
- 泰臣 飾 倫Sir
- 羅家英 飾 羅校長
- 周美鳳 飾 校董曾太
- 陳芷菁 飾 李龍基妻子 May
- 顏子菲 飾 李龍基前妻
- 強尼 飾 Donald 金
- 趙永洪 飾 Wing Sir
- 張本立 飾 楊醫生
- 周漢寧 飾 曾志傑
- 方啟然 飾 肥龍
- 李家仁 飾 急診室醫生

## 歌曲
| 曲別   | 歌名     | 作曲   | 作詞   | 演唱者         |
| ------ | -------- | ------ | ------ | -------------- |
| 主題曲 | 愛的荒原 | 蔡健雅 | 陳心遙 | 許志安、莊奕楠 |

## 外部連結
- 心裏美的Facebook專頁
- 心裏美的Instagram帳戶
- 香港影庫上《心裏美》的資料（繁體中文）
- 豆瓣电影上《心裏美》的資料 （简体中文）
- 互联网电影数据库（IMDb）上《心裏美》的资料（英文）